# 谢作伟
谢作伟（1964年1月—），生于浙江省苍南县，籍贯浙江苍南。金属有机化学家，香港中文大学化学系卓敏化学讲座教授，中国科学院院士。

## 经历
1983年，获杭州大学（现浙江大学）化学系学士学位；
1986年，获上海有机化学研究所硕士学位； 
1990年，获上海有机化学研究所与西柏林工业大学合培博士；
1990-1991年，于上海有机化学研究所为助理研究员； 
1991-1995年，于南加州大学从事博士后研究； 
1995年至今，历任香港中文大学化学系助理教授、副教授、教授、卓敏化学讲座教授。 
2017年，当选为中国科学院院士。
2018年5月1日起，接替已屆退休年齡的黃乃正教授出任香港中文大學理學院署理院長。

## 研究领域
主要从事碳硼烷、超级碳硼烷、金属碳硼烷及硼化学的研究。提出并发展了过渡金属催化的碳硼烷选择性官能团化的系列方法，揭示了过渡金属和碳硼烷笼原子间的成键特征和反应规律。提出合成超级碳硼烷的理念，并建立了其制备方法，率先研究了超级碳硼烷化学。